# I, Flathead
I, Flathead:The Songs of Kash Buk and the Klowns è un concept album di Ry Cooder pubblicato nell'ottobre 2008. È il terzo nella "California trilogy" che ha iniziato con Chávez Ravine (2005) e seguito con My Name Is Buddy (2007). L'album è accompagnato da un racconto di 104 pagine.
Il titolo è una parodia del libro di Isaac Asimov "Io, Robot", ma la "flathead" (testa piatta) di cui si parla è la Ford Flathead engine.

## Lista brani
- "Drive Like I Never Been Hurt" (Ry Cooder, Joachim Cooder) - 4:07
- "Waitin' for Some Girl" (Ry Cooder) - 3:48
- "Johnny Cash" (Ry Cooder) - 3:08
- "Can I Smoke In Here?" (Ry Cooder) - 4:19
- "Steel Guitar Heaven" (Ry Cooder) - 3:40
- "Ridin' with the Blues" (Ry Cooder) - 3:01
- "Pink-O Boogie" (Ry Cooder) - 3:05
- "Fernando Sez" (Ry Cooder) - 4:44
- "Spayed Kooley" (Ry Cooder) - 2:09
- "Filipino Dancehall Girl" (Ry Cooder) - 3:54
- "My Dwarf Is Getting Tired" (Ry Cooder) - 3:59
- "Flathead One More Time" (Ry Cooder, Joachim Cooder, Smith) - 3:12
- "5000 Country Music Songs" (Ry Cooder) - 6:41
- "Little Trona Girl" (Ry Cooder, Joachim Cooder) - 3:13

## Musicisti
- Gil Bernal - Sax Tenore
- Ron Blake – Tromba
- Rene Camacho – Basso
- Joachim Cooder – Batteria, Timbales
- Ry Cooder – Basso, Chitarra, Mandolino, Piano (Elettrico), Voce, Produzione, Package Design
- Jesús Guzmán – Arrangiamenti, Arrangiamento archi
- Jon Hassell – Tromba
- Flaco Jiménez – Accordion
- Jim Keltner – Batteria
- Martin Pradler – Batteria, Piano (Elettrico), Ingegnere del suono, Mix, Package Design
- Francisco Torres – Trombone
- Juliette Commagere – Cori

## Produzione
- Supervisore alla Produzione, Karina Benznicki
- Coordinatore della Produzione, Eli Cane
- Coordinatore Editoriale, Ronen Givony
- Mastering by Stephen Marcussen
- Assistente, Alex Pavlides

## Grafica
- Foto di copertina di Robert Wilson Kellogg